# (8773) Torquilla
(8773) Torquilla ist ein Asteroid des äußeren Hauptgürtels, der am 25. September 1973 von dem niederländischen Astronomenehepaar Cornelis Johannes van Houten und Ingrid van Houten-Groeneveld entdeckt wurde. Die Entdeckung geschah im Rahmen der 2. Trojaner-Durchmusterung, bei der von Tom Gehrels mit dem 120-cm-Oschin-Schmidt-Teleskop des Palomar-Observatoriums aufgenommene Feldplatten an der Universität Leiden durchmustert wurden, 13 Jahre nach Beginn des Palomar-Leiden-Surveys.
Der Asteroid gehört zur Gantrisch-Familie. Die Gruppe von Asteroiden wird auch Lixiaohua-Familie genannt, abhängig davon, welchen Asteroiden man als den größeren betrachtet: (3330) Gantrisch oder (3556) Lixiaohua. Es handelt sich um eine Asteroidenfamilie mit über einen langen Zeitraum gesehen relativ chaotischen Bahnparametern, da große Kleinplaneten in der Nähe der Familie (beziehungsweise deren Umlaufbahnen um die Sonne, welche die Bahnen der Familienmitglieder überschneiden) wie zum Beispiel (1) Ceres, (2) Pallas, (4) Vesta, (10) Hygiea, (52) Europa, (511) Davida und (704) Interamnia die Bahnen der Familienmitglieder beeinflussen und die Familie dadurch im Einflussbereich mehrerer Bahnresonanzen liegt. Die zeitlosen (nichtoskulierenden) Bahnelemente von (8773) Torquilla sind fast identisch mit denjenigen des kleineren, wenn man von der Absoluten Helligkeit von 16,1 gegenüber 13,0 ausgeht, Asteroiden (303772) 2005 QS173.
Nach der SMASS-Klassifikation (Small Main-Belt Asteroid Spectroscopic Survey) wurde bei einer spektroskopischen Untersuchung von Gianluca Masi, Sergio Foglia und Richard P. Binzel bei (8773) Torquilla von einer dunklen Oberfläche ausgegangen, es könnte sich also, grob gesehen, um einen C-Asteroiden handeln. Die Albedo von (8773) Torquilla wurde mit 0,044 (±0,010) berechnet, der mittlere Durchmesser mit 14,583 (±0,420) km.
(8773) Torquilla ist nach dem Wendehals benannt, einem Vogel aus der Familie der Spechte, dessen wissenschaftlicher Name Jynx torquilla lautet. Zum Zeitpunkt der Benennung des Asteroiden am 2. Februar 1999 befand sich der Wendehals auf der niederländischen Roten Liste gefährdeter Vögel.